# Broad Water
Broad Water är ett träsk i Storbritannien.   Det ligger i kommunen Gwynedd och riksdelen Wales, i den södra delen av landet, 290 km väster om huvudstaden London.